# Pochodna kierunkowa
Pochodna kierunkowa – pochodna funkcji wielu zmiennych {\displaystyle \mathbf {x} =[x_{1},\ldots ,x_{n}]\in \mathbb {R} ^{n}} obliczona w kierunku dowolnego wektora jednostkowego {\displaystyle \mathbf {u} =[u_{1},\ldots ,u_{n}].} Pochodna kierunkowa jest uogólnieniem pojęcia pochodnej cząstkowej na dowolne kierunki, przy czym pochodne cząstkowe są tożsame z pochodnymi w kierunkach wektorów jednostkowych bazy układu współrzędnych.

## Definicja pochodnej kierunkowej

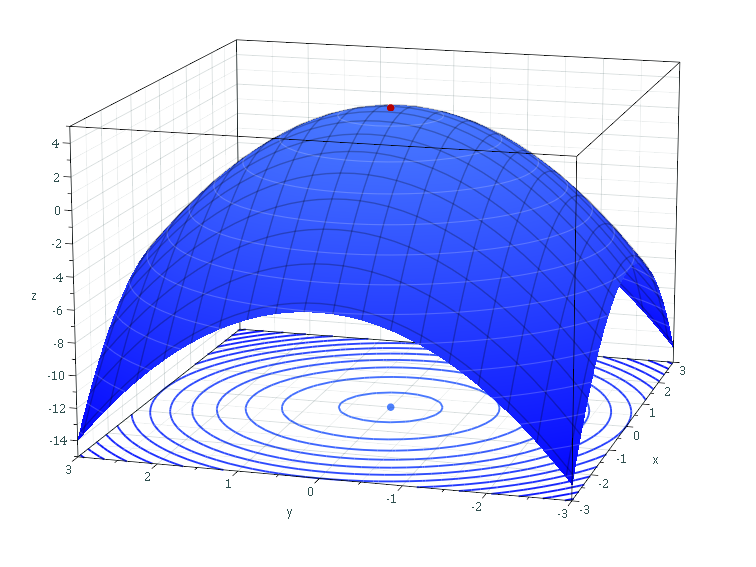
Paraboloida, która jest wykresem funkcji w czerwonym punkcie ma maksimum; w punkcie tym zerują się pochodne w dowolnym kierunku, co jest warunkiem koniecznym istnienia maksimum.

Niech dana będzie przestrzeń euklidesowa {\displaystyle \mathbb {R} ^{n}} i zawarty w niej podzbiór otwarty {\displaystyle A.}
Pochodną kierunkową funkcji {\displaystyle f\colon A\to \mathbb {R} } wzdłuż wektora jednostkowego {\displaystyle \mathbf {u} =[u_{1},\ldots ,u_{n}]\in \mathbb {R} ^{n}} w punkcie {\displaystyle \mathbf {x} =[x_{1},\ldots ,x_{n}]\in A} nazywamy granicę
{\displaystyle {\frac {\partial f(\mathbf {x} )}{\partial \mathbf {u} }}=\lim _{t\to 0}{\frac {f(\mathbf {x} +t\mathbf {u} )-f(\mathbf {x} )}{t}},}
zakładając, że granica ta istnieje.

## Związek pochodnej kierunkowej z gradientem
Twierdzenie:

Okręgi przedstawiają linie o stałych wartościach funkcji Zielony wektor wskazuje gradient funkcji, wektor pomarańczowy wskazuje kierunek, w którym liczy się pochodną kierunkową. Wektor gradientu jest dłuższy, gdyż wskazuje kierunek największej zmiany wartości funkcji.

Jeżeli istnieje gradient funkcji {\displaystyle \nabla f(\mathbf {x} )} w punkcie {\displaystyle \mathbf {x} } (co oznacza, że {\displaystyle f} jest różniczkowalna w {\displaystyle \mathbf {x} })
{\displaystyle \nabla f=\left[{\frac {\partial f}{\partial x_{1}}},\dots ,{\frac {\partial f}{\partial x_{n}}}\right],}
to pochodna kierunkowa funkcji {\displaystyle f} w kierunku wektora {\displaystyle \mathbf {u} } jest równa iloczynowi skalarnemu gradientu funkcji {\displaystyle f} i wektora {\displaystyle \mathbf {u} }
{\displaystyle \nabla _{\mathbf {u} }f(\mathbf {x} )=\nabla f(\mathbf {x} )\cdot \mathbf {u} }

## Przykład
(1) Niech będzie dana funkcja
{\displaystyle f(x,y)=x^{2}+xy-y^{2}.}
(2) Gradient funkcji {\displaystyle f} wynosi
{\displaystyle \nabla f(x,y)=\left[{\frac {\partial f(x,y)}{\partial x}},\ {\frac {\partial f(x,y)}{\partial y}}\right]=\left[2x+y,\ x-2y\right].}
(3) Pochodna kierunkowa funkcji {\displaystyle f} w kierunku jednostkowego wektora {\displaystyle \mathbf {u} =\left[{\frac {1}{\sqrt {5}}},\ {\frac {2}{\sqrt {5}}}\right]} dana jest zależnością
{\displaystyle \nabla _{\mathbf {u} }f(x,y)=\nabla f(x,y)\cdot \mathbf {u} =\left[2x+y,\ x-2y\right]\left[{\frac {1}{\sqrt {5}}},\ {\frac {2}{\sqrt {5}}}\right],}
czyli
{\displaystyle \nabla _{\mathbf {u} }f(x,y)={\frac {1}{\sqrt {5}}}(2x+y)+{\frac {2}{\sqrt {5}}}(x-2y)={\frac {4x-3y}{\sqrt {5}}}.}

## Twierdzenia
Pochodna kierunkowa ma wiele własności identycznych jak zwykła pochodna. Wśród nich, dla funkcji {\displaystyle f} i {\displaystyle g} określonych w otoczeniu punktu {\displaystyle \mathbf {x} ,} w którym funkcje te są różniczkowalne, słuszne są reguły:
(1) reguła sumy
{\displaystyle \nabla _{\mathbf {v} }(f+g)=\nabla _{\mathbf {v} }f+\nabla _{\mathbf {v} }g.}
(2) reguła stałej: dla dowolnej stałej {\displaystyle c\in R} zachodzi
{\displaystyle \nabla _{\mathbf {v} }(cf)=c\nabla _{\mathbf {v} }f.}
(3) reguła iloczynu (reguła Leibniza)
{\displaystyle \nabla _{\mathbf {v} }(fg)=g\,\nabla _{\mathbf {v} }f+f\,\nabla _{\mathbf {v} }g.}
(4) reguła łańcuchowa: jeśli {\displaystyle g} jest różniczkowalna w {\displaystyle \mathbf {x} ,} zaś {\displaystyle h} jest różniczkowalna w {\displaystyle g(\mathbf {x} )} to
{\displaystyle \nabla _{\mathbf {v} }(h\circ g)(\mathbf {x} )=\nabla h{\bigl (}g(\mathbf {x} ){\bigr )}\nabla _{\mathbf {v} }g(\mathbf {x} ).}

## Pochodna w kierunku wektora niejednostkowego
(1) Definicja pochodnej w kierunku niejednostkowego i niezerowego wektora {\displaystyle \mathbf {v} } ma postać:
{\displaystyle {\frac {\partial f}{\partial \mathbf {v} }}(\mathbf {x} )=\lim _{t\to 0^{+}}{\frac {f(\mathbf {x} +t\mathbf {v} )-f(\mathbf {x} )}{t|\mathbf {v} |}},}
gdzie {\displaystyle |\mathbf {v} |} – długość wektora {\displaystyle \mathbf {v} .}
(2) Twierdzenie
Gdy {\displaystyle f} jest różniczkowalna w punkcie {\displaystyle \mathbf {x} ,} to
{\displaystyle \nabla _{\mathbf {v} }f(\mathbf {x} )=\nabla f(\mathbf {x} )\cdot {\frac {\mathbf {v} }{|\mathbf {v} |}},}
czyli pochodna ta jest identyczna jak dla wektora jednostkowego.
Uwaga:
Definicja pochodnej kierunkowej dla wektorów niejednostkowych jest niezgodna z notacją używaną w pozostałych działach matematyki, gdzie oczekuje się, iż pochodne algebry różniczkowej tworzą przestrzeń liniową.

## Pochodna kierunkowa pochodnej Frécheta
Dla bardziej ogólnego przypadku pochodnej Frécheta {\displaystyle \operatorname {D} \!f(\mathbf {x} )} pochodną kierunkową wyznacza wzór:
{\displaystyle {\frac {\partial f(\mathbf {x} )}{\partial \mathbf {u} }}=\operatorname {D} \!f(\mathbf {x} )(\mathbf {u} )}

## Związek z pochodną cząstkową
Jeśli {\displaystyle \{\mathbf {e} _{1},\dots ,\mathbf {e} _{n}\}} jest bazą standardową w {\displaystyle \mathbb {R} ^{n},} to pochodna kierunkowa funkcji {\displaystyle f\colon \mathbb {R} ^{n}\to \mathbb {R} ^{m}} wzdłuż wektora dla {\displaystyle \mathbf {u} =\mathbf {e} _{i}} jest równa pochodnej cząstkowej względem zmiennej {\displaystyle x_{i},} tzn.
{\displaystyle {\frac {\partial f(\mathrm {x} )}{\partial \mathbf {e} _{i}}}={\frac {\partial f(\mathrm {x} )}{\partial x_{i}}},}
gdzie {\displaystyle \mathrm {x} =[x_{1},\dots ,x_{n}].}

## Rozmaitości różniczkowe

Przestrzeń styczna 2-wymiarowa (tj. płaszczyzna) do 2-wymiarowej rozmaitości (powierzchni) w punkcie oraz wektor styczny do krzywej przechodzącej przez punkt

Jeżeli:
(1) {\displaystyle f} jest funkcją określoną w otoczeniu punktu {\displaystyle x} rozmaitości różniczkowej {\displaystyle M,} różniczkowalną w punkcie {\displaystyle {\vec {x}}}
(2) {\displaystyle {\vec {v}}} oznacza wektor styczny do rozmaitości {\displaystyle M} w punkcie {\displaystyle {\vec {x}}}
(3) odwzorowanie {\displaystyle {\vec {\gamma }}\colon [-1,1]\to M} generuje krzywą różniczkowalną {\displaystyle {\vec {\gamma }}(\tau ),} taką że
- {\displaystyle {\vec {\gamma }}(0)={\vec {x}}} oraz
- {\displaystyle {\vec {\gamma }}\,'(0)={\vec {v}},}

to pochodną kierunkową w punkcie {\displaystyle {\vec {x}}} wzdłuż wektora {\displaystyle {\vec {v}}} definiuje wzór
{\displaystyle \nabla _{\vec {v}}f(p)={\tfrac {\operatorname {d} }{\operatorname {d} \tau }}(f\circ {\vec {\gamma }})(\tau ){\Big |}_{\tau =0}.}
Tw. Dowodzi się, że pochodna ta nie zależy od wyboru krzywej {\displaystyle {\vec {\gamma }}.}

## Przestrzenie liniowo-topologiczne
Bezpośrednim uogólnieniem pochodnej kierunkowej na lokalnie wypukłe przestrzenie liniowo-topologiczne (w tym przestrzenie Banacha) jest tzw. pochodna Gâteaux.

## Różne oznaczenia pochodnej kierunkowej
Istnieje wiele różnych oznaczeń pochodnej kierunkowej, np.
{\displaystyle {\tfrac {\partial f}{\partial \mathbf {u} }}(\mathbf {x} ),\;\operatorname {D} _{\mathbf {u} }f(\mathbf {x} ),\;f'_{\mathbf {u} }(\mathbf {x} ),\;\nabla _{\mathbf {u} }f(\mathbf {x} ),\;\mathbf {u} \nabla f(\mathbf {x} ).}